# Олевська територіальна громада
Олевська міська територіальна громада — територіальна громада в Україні, в Коростенському районі Житомирської області. Адміністративний центр — місто Олевськ.

## Площа та населення
Площа території — 2 144,1 км², кількість населення — 34 587 осіб (2021).
Станом на 2018 рік, площа території громади становила 2 010,9 км², населення — 33 864 мешканці (2018).

## Населені пункти
До складу громади входять 57 населених пунктів: м. Олевськ, сел. Діброва, сел. Дружба, сел. Лугове, сел. Новоозерянка, сел. Сновидовичі, с. Андріївка, с. Артинськ, с. Бацеве, с. Болярка, с. Будки, с. Варварівка, с. Джерело, с. Держанівка, с. Жубровичі, с. Журжевичі, с. Забороче, с. Замисловичі, Зольня, с. Зубковичі, с. Калинівка, с. Кам'янка, с. Кишин, с. Ковалівка, с. Копище, с. Корощине, с. Ліски, с. Лісове, с. Лопатичі, с. Майдан, с. Майдан-Копищенський, с. Михайлівка, с. Млинок, с. Обище, с. Озеряни, с. Перга, с. Покровське, с. Пояски, с. Радовель, с. Рудня, с. Рудня-Бистра, с. Рудня-Замисловицька, с. Рудня-Озерянська, с. Рудня-Перганська, с. Рудня-Радовельська, с. Рудня-Хочинська, с. Сарнівка, с. Сердюки, с. Соснівка, с. Стовпинка, с. Сущани, с. Тепениця, с. Устинівка, с. Хмелівка, с. Хочине, с. Шебедиха, с. Юрове.

## Старостинські округи
Дружбівський, Жубровицький, Журжевицький, Замисловицький, Зольнянський, Зубковицький, Калинівський, Кам'янський, Кишинський, Копищенський, Лопатицький, Майданський, Новоозерянський, Покровський, Радовельський, Руднє-Бистрянський, Стовпинський, Сущанський, Тепеницький, Хочинський, Юрівський.

## Історія
Утворена 11 серпня 2016 року, в складі Олевського району, шляхом об'єднання Олевської міської ради, Дружбівської та Новоозерянської селищних рад, Жубровицької, Журжевицької, Замисловицької, Зольнянської, Зубковицької, Калинівської, Кам'янської, Кишинської, Копищенської, Лопатицької, Майданської, Покровської, Руднє-Бистрянської, Стовпинської, Сущанської, Тепеницької, Хочинської та Юрівської сільських рад Олевського району Житомирської області.
Відповідно до розпорядження Кабінету Міністрів України № 711-р від 12 червня 2020 року «Про визначення адміністративних центрів та затвердження територій територіальних громад Житомирської області», до складу громади були включені територія та населені пункти Радовельської сільської ради Олевського району.
Відповідно до постанови Верховної Ради України № 807-IX від 17 липня 2020 року «Про утворення та ліквідацію районів», громада увійшла до складу новоствореного Коростенського району Житомирської області.